# Вильгельм II Добрый

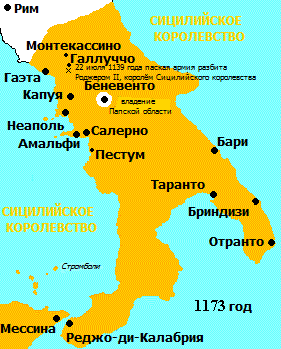
Южная Италия, 1173 год

Вильгельм II Добрый (итал. Guglielmo II, Guglielmo il Buono; 1153 — 18 ноября 1189, Палермо) — король Сицилийского королевства из династии Отвилей. Второй сын Вильгельма I Злого (1126 — 7 мая 1166) и Маргариты Наваррской (ум. 1182). После трагической гибели старшего брата Рожера (1152—11 марта 1161) стал потенциальным наследником престола, хотя не получил традиционного титула герцога Апулии. Наследовал отцу 7 мая 1166 года. Правление Вильгельма II осталось в памяти сицилийцев как своеобразный золотой век.

## РегентствоМаргариты Наваррской(1166—1171)

### Борьба различных группировок (март — сентябрь1166 года)
В момент восхождения на престол Вильгельму II было неполных тринадцать лет, так что вплоть до 1171 года Сицилией должна была управлять регентша — мать короля Маргарита Наваррская. Первыми шагами новой правительницы стали амнистия политических преступников, виновных в смутах предыдущего царствования, и отмена «искупительных денег» — поборов, наложенных Вильгельмом Злым на города, участвовавшие в мятежах.
Неопытность королевы в государственных делах вынудила её искать поддержки у различных советников. В первые месяцы регентства ближайшими к Маргарите сановниками были Маттео д’Аджелло, главный нотариус страны, Ричард Палмер, избранный епископ Сиракуз, и евнух Петр, крещённый мусульманин. За каждым из них стояли различные придворные группировки, желавшие получить власть над страной. Маргарита в результате выбрала Петра, что сразу настроило против регентши аристократию и духовенство. Против евнуха и бывшего мусульманина выступили бароны, глашатаем которых стал кузен королевы граф Жильбер Гравинский. Чтобы противопоставить Жильберу сравнимую по значимости фигуру, Маргарита призвала в столицу графа Ришара Молизе. Драматичные интриги всех перечисленных деятелей привели к бегству Петра из Сицилии. Арабские источники утверждают, что прибывший в Тунис Петр вновь принял ислам и под именем Ахмеда ас-Сикели неоднократно водил мусульманский флот против христианских государств.

### Взлет и падениеСтефана дю Перша(1166—1168)

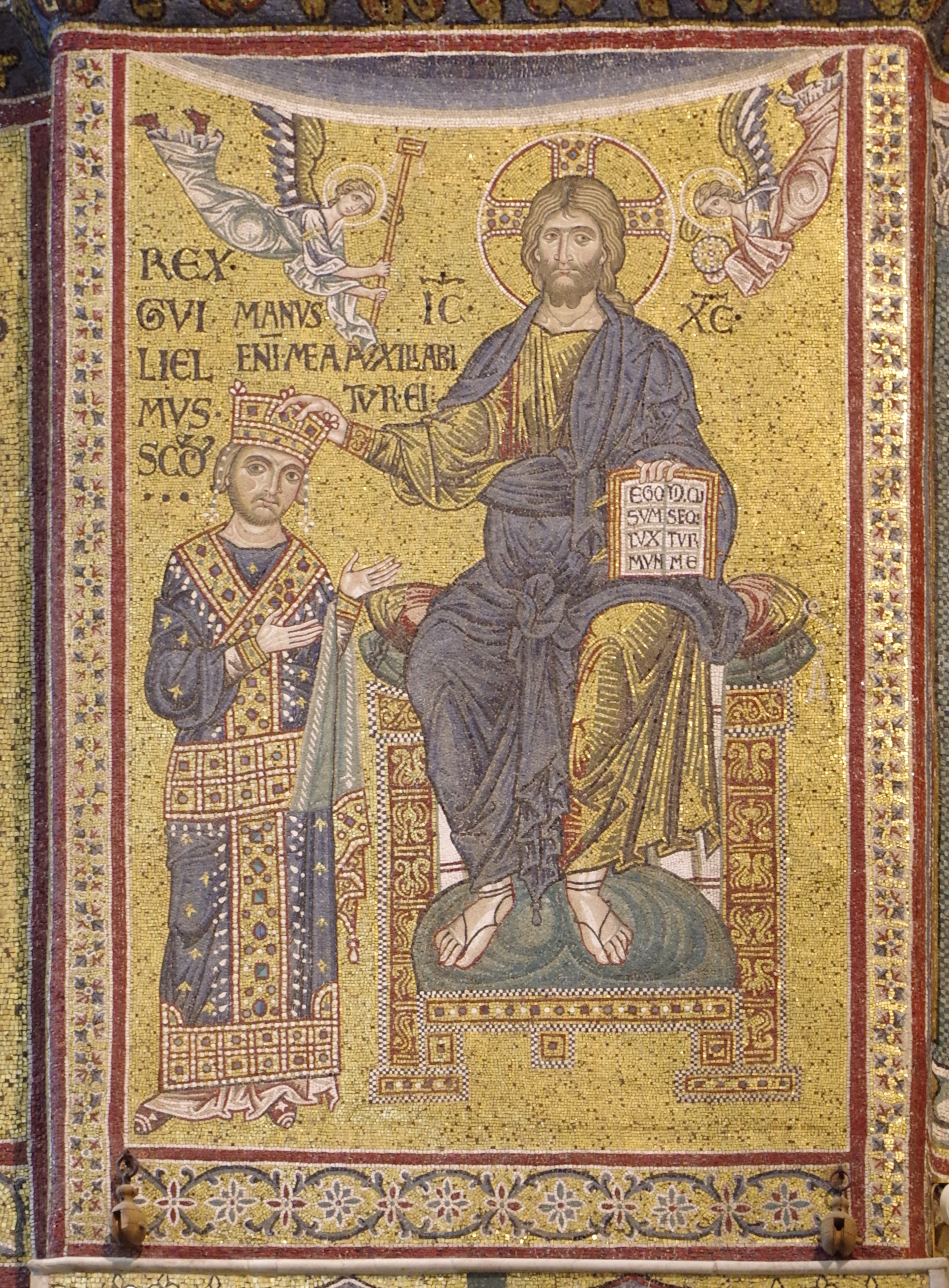
Христос коронует Вильгельма II — мозаика над королевским троном в соборе Монреале

Оставшись без первого министра, Маргарита Наваррская была вынуждена искать новое доверенное лицо, равно удаленное от соперничающих придворных партий и способное удержать власть до совершеннолетия короля. Таким человеком стал кузен королевы Стефан дю Перш, посетивший Сицилию по пути на Восток в сентябре 1166 года и оставшийся в королевстве на неопределенный срок. Стефан дю Перш, едва достигший двадцати лет, совершил головокружительный взлет: в ноябре 1166 года он стал канцлером (этого поста долго добивался Маттео д’Аджелло), а летом 1167 года — архиепископом Палермо (эта кафедра была предметом амбиций Ричарда Палмера).
Недовольство чужеземцем-канцлером и его французским окружением объединило враждующие партии. Вскоре сложился возглавляемый Анри де Монтескальозо, братом Маргариты, заговор с целью убийства Стефана. Узнав о заговоре, Стефан нанес превентивный удар. Поскольку в Палермо противники канцлера преобладали, Стефан организовал в декабре 1167 года отъезд двора в Мессину, где с помощью Жильбера Гравинского, прибывшего туда с отрядом своих воинов, заговорщикам была приготовлена ловушка. На заседании королевского совета в Мессине Анри де Монтескальозо предъявил свои претензии на княжество Таранто и постоянное место в совете. Предполагалось, что во время споров и взаимных обвинений, неминуемо последующих за выступлением Анри, заговорщики сумеют убить Стефана дю Перша. Но вместо перебранки Жильбер Гравинский от имени королевы обвинил Анри в интригах и организации покушения на канцлера. Тотчас же Анри де Монтескальозо был арестован. Его соучастники, ожидавшие сигнала для нападения на дворец, неожиданно для себя сами оказались в положении осаждённых. Стефан дю Перш от имени королевы объявил всем заговорщикам прощение при условии, что они немедленно покинут Сицилию.
Вернувшись вместе с королевой в марте 1168 года в Палермо, Стефан дю Перш достиг пика своего могущества. Два могущественных аристократа Анри де Монтескальозо и Ришар Молизе находились в заключении, вскоре был арестован Маттео д’Аджелло. Остававшиеся на свободе недовольные опасались ареста и поэтому решились на ещё одну попытку свергнуть ненавистного канцлера.
Беспорядки в Мессине, вызванные самоуправством одного из французских сподвижников Стефана, стали катализатором восстания против канцлера. Мессинские мятежники заняли Реджо-ди-Калабрия, Рометту, Таормину, освободили Анри де Монтескальозо и Ришара Молизе и готовились к походу на Палермо. Вслед за этим в Палермо вспыхнуло восстание, возглавляемое бежавшим из тюрьмы Маттео д’Анджелло и дворцовым каидом Ришаром. Стефан дю Перш и его французские соратники были осаждены в колокольне кафедрального собора Палермо и, не имея надежды на помощь извне, вступили в переговоры с мятежниками. В соответствии с достигнутой договорённостью Стефану дю Першу и французам был предоставлен корабль, на котором они на следующий день навсегда покинули Сицилию.

### Последние годы регентства (1168—1171)
После изгнания Стефана дю Перша победители (Маттео д’Аджелло, каид Ришар, Ричард Палмер, Уолтер Милль, Ришар де Молизе) разделили между собой участие в королевском совете и фактически отстранили Маргариту Наваррскую от участия в управлении страной. Её брат Анри де Монтескальозо вернулся в Наварру, а её кузена Жильбера Гравинского и всю его семью изгнали из королевства. На кафедру архиепископа Палермо возвели Уолтера де Милля, хотя предыдущий архиепископ Стефан дю Перш был ещё жив. Установившийся порядок сохранился до совершеннолетия Вильгельма II.
Драматические события, связанные с триумфом и изгнанием Стефана дю Перша, были последними неурядицами царствования Вильгельма II. В 1168 году все группировки, ранее недовольные политическим режимом, получили доступ к кормилу власти. Результатом этого стал продолжительный, вплоть до 1189 года, период внутреннего мира в Сицилийском королевстве. Участие самого ещё тогда несовершеннолетнего Вильгельма II в достижении этого мира было минимальным, но последующие поколения сицилийцев приписали спокойствие и процветание королевства заслугам и достоинствам короля, получившего прозвище «Доброго».

## Военные экспедиции на Восток
Длительный период внутреннего мира и экономического процветания Сицилийского королевства позволил Вильгельму II осуществлять амбициозную политику в Восточном Средиземноморье. В отличие от своих предшественников Вильгельм II не имел ни склонностей, ни талантов к военному делу, но именно в его царствование Сицилийское королевство осуществило ряд громких заморских экспедиций, хоть и закончившихся провалом, но принесших королю славу крестоносца.

### Египетская экспедиция1174 года
В 1168—1171 годах военачальнику правителя Сирии Нур ад-Дина Ширкуху вместе с молодым Саладином удалось присоединить Египет к своим владениям, и Иерусалимскому королевству теперь противостояла единая мусульманская держава. Король Иерусалима Амори I, понимая нависшую угрозу, заключил союз с потерявшими власть египетскими правителями для того, чтобы совместными силами восстановить независимость Египта. С этой же целью Амори I искал помощи у европейских монархов. Вильгельм II, единственный из западных правителей, откликнулся на призыв Амори I и снарядил флот из 200 кораблей под командованием Танкреда ди Лечче.
В конце июля 1174 года сицилийский флот прибыл к Александрии. К этому моменту политическая ситуация изменилась: Саладин расправился с египетскими заговорщиками, король Амори I умер, и в Иерусалимском королевстве началась борьба за власть над юным Балдуином IV. Танкред из Лече и его армия высадились у берегов Александрии, не имея союзников. Жители Александрии, отступившие за городские стены, совершили вылазку, во время которой уничтожили сицилийские осадные машины и привели осаждающих в полное замешательство. Саладин, получив известие о высадке сицилийцев, во главе своей армии поспешно выступил из Каира. Танкред из Лече, трезво оценив свои возможности, отдал приказ воинам погрузиться на корабли и покинул Александрию. На берегу осталось около 300 рыцарей, после героического сопротивления попавших в плен к Саладину.
Египетская экспедиция 1174 года окончилась катастрофой, но принесла Вильгельму II, так и не покинувшему Сицилии, лавры защитника христианства. Эту экспедицию можно считать началом новой страницы в истории крестовых походов, когда западные монархи, вместо того, чтобы ввязываться в длительную борьбу с сарацинами в Палестине, наносили им удар в тыл — Египет. Именно этой стратегии будут придерживаться впоследствии вожди Пятого и Седьмого крестовых походов.

### Война сВизантией(1185)
Зимой 1184—1185 года в Мессине Вильгельм II готовил армию и флот для вторжения на Балканский полуостров. Впрочем, Вильгельм II и в этот раз не покидал острова, доверив командование флотом Танкреду ди Лечче, а армией — Ришару д’Ачерра и некоему Балдуину. Запретив всем судам покидать Сицилию и распространяя противоречивые слухи о назначении будущей экспедиции, Вильгельм II сумел застать императора Андроника I врасплох. 11 июня 1185 года сицилийский флот отплыл из Мессины, а уже 24 июня 1185 года Диррахий (Дураццо, сейчас Дуррес), важнейший город на Адриатическом побережье Балканского полуострова, попал в руки сицилийцев. Не встречая сопротивления, сицилийская армия пересекла Балканы и 6 августа осадила с суши Фессалоники — второй по значению город Византии. 15 августа сюда прибыл сицилийский флот, завершив полную блокаду города. После недолгой осады 24 августа 1185 года сицилийцы ворвались в город и в течение недели подвергли его ужасающему разгрому. По свидетельству митрополита Евстафия число убитых греков достигало 8 000 человек, сицилийцы, помимо обычных грабежей и насилий, оскверняли и разоряли греческие храмы, что стало своеобразной прелюдией Четвертого крестового похода.
После разграбления Фессалоник сицилийская армия двинулась через Фракию к Константинополю, а флот вошёл в Мраморное море. Андроник I, никому не доверявший и всех подозревавший, направил против сицилийцев пять разных армий, чьи командующие , боясь жестокого императора, не решались дать бой врагам. В сентябре 1185 года в Константинополе вспыхнуло восстание, Андроник I был схвачен и после жесточайших мучений убит, а на престол взошёл Исаак II Ангел.
Новый император объединил ранее посланные пять армий под властью одного командующего Алексея Враны. Сицилийская армия, не ожидавшая уже сопротивления, была разбита греками под Мосинополем и отступила к Амфиполю. При Димитрице сицилийские военачальники согласились на переговоры с Алексеем Враной. Но вскоре греки, под предлогом, что сицилийцы предполагают нарушить перемирие, внезапно атаковали сицилийскую армию. Застигнутые врасплох сицилийцы были окончательно разгромлены, Ришар д’Ачерра и Балдуин попали в плен, из бежавших в Фессалонику воинов лишь немногие смогли отплыть домой, а остальные были перебиты восставшими горожанами. Лишь находившийся в Мраморном море флот под командованием Танкреда ди Лечче избежал поражения и невредимым вернулся на Сицилию.
Экспедиция 1185 года закончилась катастрофой, Вильгельм II не принимал в ней участия, но, как и в случае с высадкой в Александрии 1174 года, ему досталась слава полководца, и хронисты всерьёз сравнивали короля с его двоюродным прадедом Робертом Гвискаром.

### Подготовка кТретьему крестовому походу
После получения известий о падении Иерусалима (2 октября 1187 года) папа Григорий VIII призвал государей Европы к крестовому походу. Первым на призыв откликнулся Вильгельм II. В своих письмах к Генриху II Английскому, Филиппу II Августу Французскому и Фридриху Барбароссе Вильгельм II предложил им морской путь в Палестину с остановкой и получением подкреплений и припасов на Сицилии.
Не дожидаясь начала общего похода, Вильгельм II направил к берегам Сирии флот из 60 кораблей под командованием адмирала Маргарита из Бриндизи. В течение 1188—1189 годов Маргарит постоянно патрулировал побережье Сирии и Палестины. Благодаря искусной разведке Маргарит неоднократно переигрывал Саладина, прибывая на защиту христианского порта раньше сарацинских войск. Так в июле 1188 года внезапный рейд Маргарита к Триполи заставил Саладина снять осаду с замка Крак-де-Шевалье и отказаться от планов по захвату города. Аналогично Маргарит действовал в Латакии, Маркабе и Тире. Умелые действия Маргарита были одним из решающих факторов, позволивших крестоносцам удержать в своих руках важнейшие порты и крепости на побережье и дождаться прибытия вождей Третьего крестового похода.
Сам Вильгельм II так и не отправился в крестовый поход, скончавшись 18 ноября 1189 года в Палермо. Его преемники были вынуждены защищать своё собственное королевство и поэтому отказались от крестоносных проектов.

## Внешняя политика, английский и германский браки

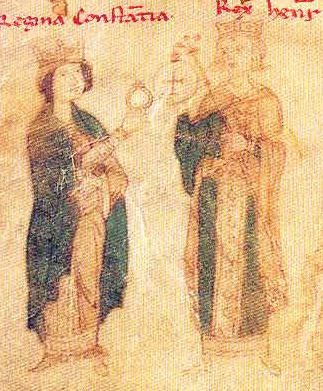
Брак Генриха Гогенштауфена и Констанции — миниатюра к поэме Петра из Эболи

Основным вектором внешней политики Вильгельма II в Европе было противостояние Фридриху Барбароссе и его антипапе Пасхалию III. С этой целью Вильгельм II оказывал финансовую помощь папе Александру III и Ломбардской лиге. Представители короля Ромуальд, архиепископ Салерно, и граф Рожер ди Андрия участвовали в Венецианском конгрессе 1177 года, на котором побеждённый ломбардскими горожанами Фридрих Барбаросса покаялся перед папой Александром III и подписал долгосрочные перемирия с Ломбардской лигой и Сицилийским королевством.
Другим важным направлением дипломатии Сицилийского королевства стал поиск невесты для Вильгельма II. Король последовательно отверг предложение Фридриха Барбароссы о женитьбе на одной из его дочерей, вел переговоры о браке с дочерью византийского императора Мануила I Марии, но был отвергнут византийцами в унизительной форме (в назначенный день Мария не прибыла в Италию без всяких объяснений и извинений с греческой стороны). В результате Вильгельм II женился 13 февраля 1177 года на Джоанне (1165 — 4 сентября 1199), дочери Генриха II Английского. Этим браком Вильгельм II вступил в тесную семью европейских монархов, что удовлетворяло амбиции молодого короля. Судя по современным хроникам, брак был счастливым, но он не принёс Сицилийскому королевству ни политических выгод, ни чаемого всеми наследника престола.
В течение 1177—1183 годов Фридрих Барбаросса, оправившись после унижения на Венецианском конгрессе, планомерно восстанавливал свои позиции в Италии. Главным его успехом стало заключение договора в 1183 году в Констанце с Ломбардской лигой, по которому северо-итальянские города признали сюзеренитет императора, а последний согласился с их самоуправлением. Для окончательного утверждения своей власти в Северной Италии императору требовалось разрушить традиционный союз между Сицилийским королевством, папой и ломбардскими городами. Поскольку Вильгельм II планировал вторжение в Византию, ему было необходимо иметь во Фридрихе Барбароссе надежного союзника, а не врага. Итогом взаимного сближения между Священной Римской империей и Сицилийским королевством стал заключённый 27 января 1186 года брак между старшим сыном Фридриха Барбароссы Генрихом и Констанцией, тёткой и возможной наследницей Вильгельма Доброго.

## Проблема престолонаследия

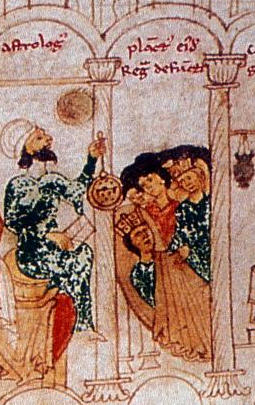
Кончина Вильгельма II (миниатюра к поэме Петра из Эболи)

Во время подготовки к Третьему крестовому походу Вильгельм II Добрый скончался 18 ноября 1189 года, не оставив детей и не указав на однозначного преемника. Один из хронистов (Робер из Ториньи) упоминает о рождённом в 1182 году Боэмунде Апулийском — сыне короля и его жены Джоанны Английской (1165 — 4 сентября 1199). Это сообщение, принадлежащее перу северофранцузского летописца, не подтверждается ни одним источником и не может считаться достоверным. Но даже если допустить рождение этого ребёнка, его не было в живых к моменту смерти Вильгельма II. Умер раньше короля и его младший брат Генрих Капуанский (1159—1171).
Из законнорождённых потомков Рожера II в 1189 году была жива только его посмертная дочь от третьего брака Констанция (1154—1198), приходившая таким образом тёткой Вильгельму II. Её брак (1186) с Генрихом Гогенштауфеном отдавал Сицилийское королевство после смерти Вильгельма II в руки вечных врагов королевства — германских императоров. Против такой перспективы возражал один из важнейших советников Вильгельма Маттео д’Аджелло и большинство баронов. Тем не менее Вильгельм II не только отдал Констанцию в жены Генриху Гогенштауфену, но и заставил своих крупнейших вассалов поклясться в верности Констанции как возможной наследнице короны.
После смерти Вильгельма II большинство подданных отказались признать наследницей Констанцию и её германского мужа. Соперничающие группировки выдвинули двух претендентов — графа Рожера из Андрии (степень его родства с Отвилями не установлена) и Танкреда ди Лечче — внебрачного сына Рожера Апулийского. В январе 1190 года Танкред был коронован в Палермо, но борьба с внутренними врагами, а затем с Генрихом Гогенштауфеном продолжалась в течение всего последующего царствования.

## Личность короля: история и легенда

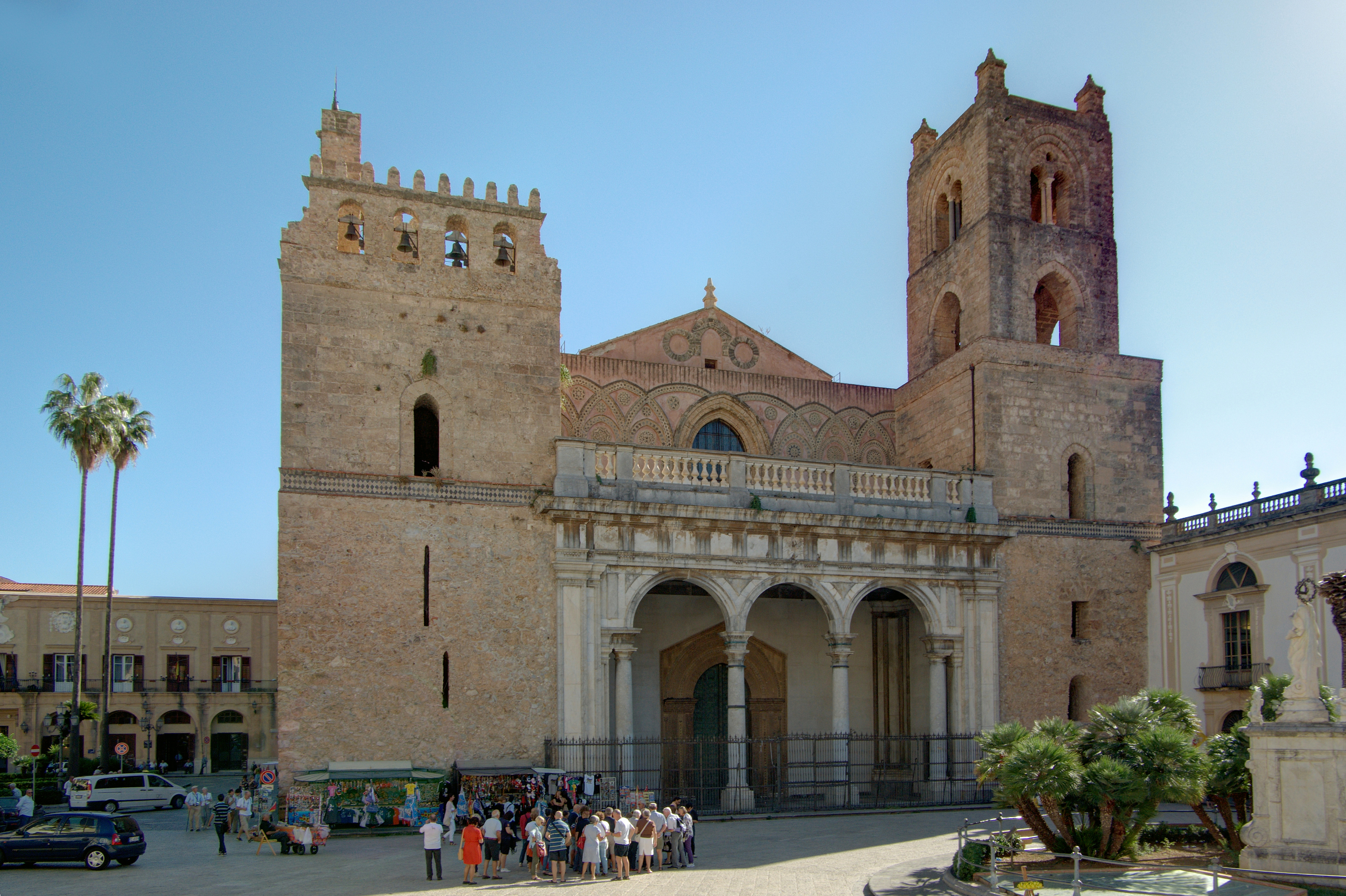
Собор в Монреале (фасад)

Данте помещает Вильгельма II Доброго в Рай:

Тот дальше книзу, свет благочестивый
Гульельмом был, чей край по нем скорбит,
Скорбя, что Карл и Федериго живы.
Теперь он знает то, как небо чтит
Благих царей, и блеск его богатый
Об этом ясно взору говорит.— 
Безвременную кончину Вильгельма Доброго, по свидетельству хронистов, оплакивали повсеместно и в его королевстве, и по всей Италии, и в государствах крестоносцев. Многочисленные легенды о Вильгельме Добром сохранились в сицилийском фольклоре. В памяти подданных Сицилийского королевства его царствование осталось своеобразным золотым веком.

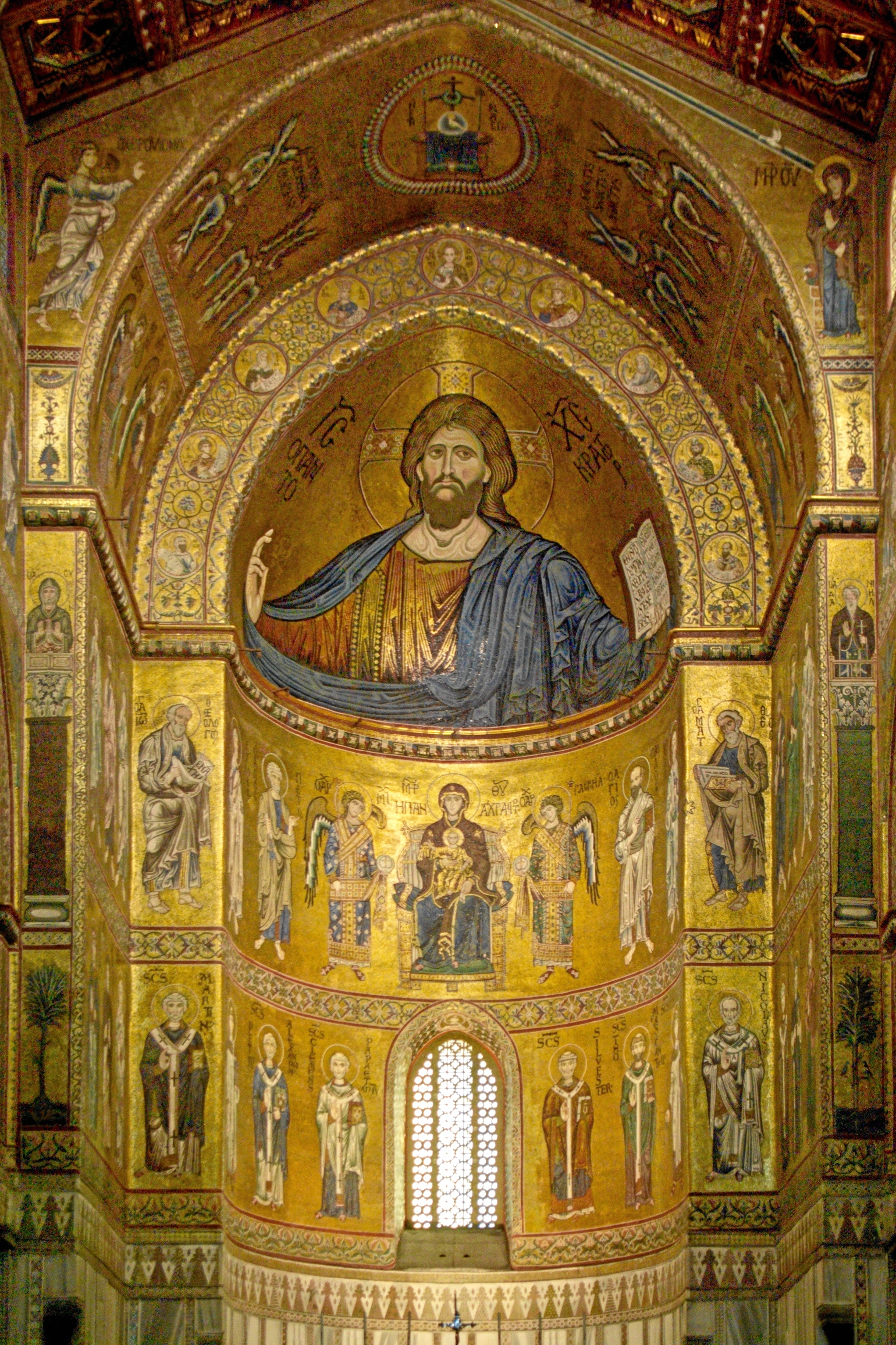
Христос Вседержитель — мозаика в апсиде собора в Монреале

При Вильгельме II были в основном завершены мозаики Палатинской капеллы, построен загородный дворец Куба. Но самым примечательным памятником Вильгельму стал построенный им бенедиктинский монастырь в Монреале недалеко от Палермо, остающийся важнейшим архитектурным памятником норманнской Сицилии и арабо-норманнского стиля. В соборе Монреале среди многочисленных мозаик есть две, изображающих Вильгельма II — коронуемого Христом и передающего Богородице в дар здание монастыря. В этот собор были перенесены по повелению короля останки его родителей (Вильгельма Злого и Маргариты Наваррской) и братьев — Рожера и Генриха. В этом же соборе после долгого спора между архиепископами Палермо и Монреале был погребен и сам Вильгельм II. Первоначальный саркофаг, приготовленный для него в Палермо, не сохранился. В 1575 году останки короля были по указанию архиепископа Людовика де Торреса помещены в барочный саркофаг рядом с гробницей Вильгельма I.

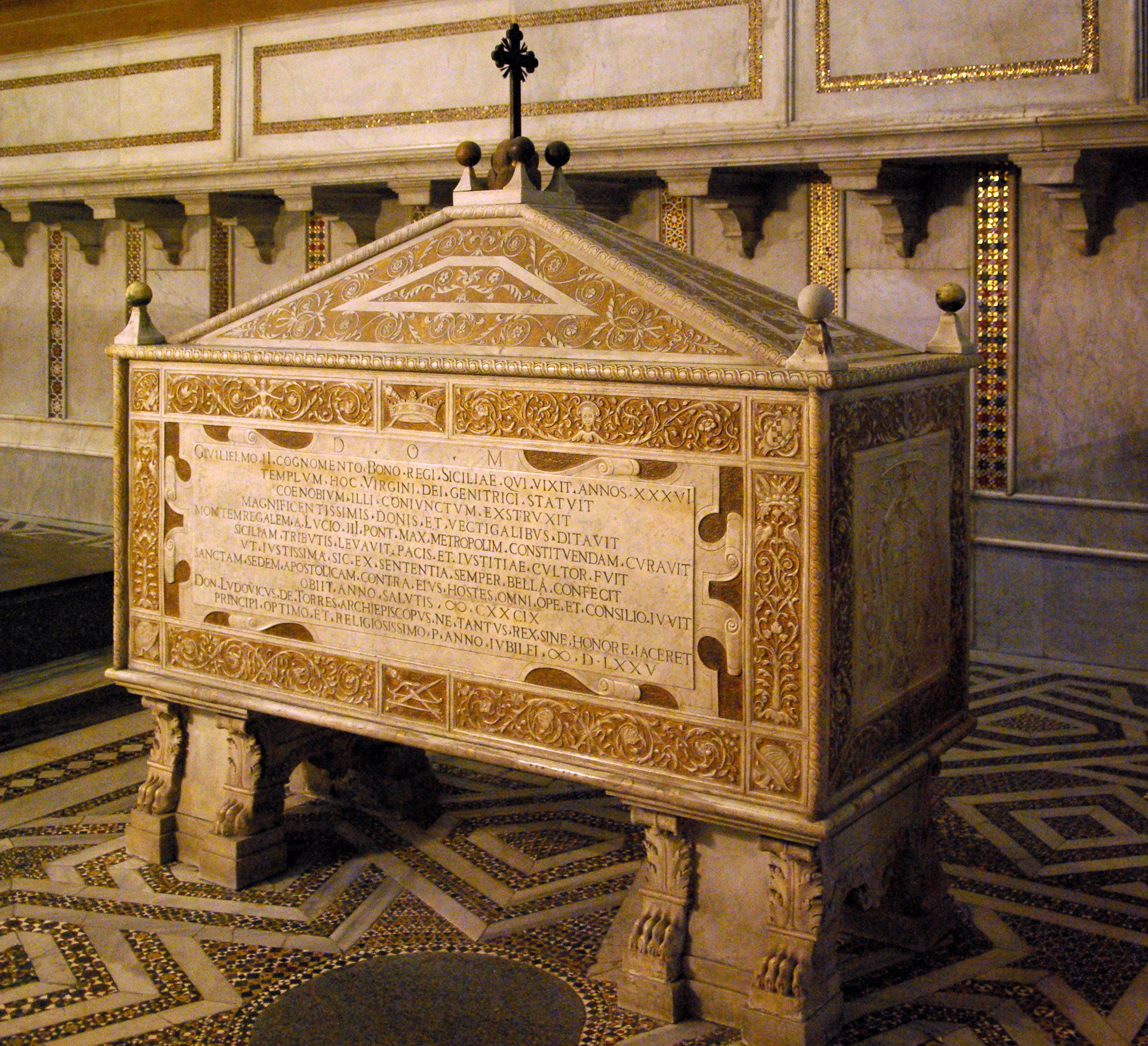
Саркофаг Вильгельма II (Монреале, 1575).

Вопреки народной традиции, анализ царствования Вильгельма II не дает оснований к превозношению этого монарха. Вильгельм II, оставив взвешенную внешнюю политику своих предшественников Рожера II и Вильгельма Злого, перешёл к бессмысленным авантюрам в Восточном Средиземноморье. Эти заморские походы, доставившие королю славу крестоносца, заканчивались неудачами, да и сам король не принимал в них участия. Заключенный Вильгельмом II внешнеполитический союз со Священной Римской империей, главной составляющей которого стал брак Констанции и Генриха Гогенштауфена, стал непоправимой ошибкой, поскольку дал повод Гогенштауфенам претендовать на сицилийский престол. Уже через пять лет после смерти Вильгельма II Сицилийское королевство потеряло независимость.
Внутренний мир, который современники приписали Вильгельму II, тоже не был достижением этого короля. Двадцать лет внутреннего спокойствия объяснялись тем, что все ранее противоборствовавшие с короной и друг с другом группировки получили доступ к власти, при этом королевская власть в лице Маргариты Наваррской была унижена, а её канцлер Стефан дю Перш изгнан из страны. Стабильность в королевстве была достигнута, тем самым, не благодаря, а вопреки короне.
Нет никаких сведений о законодательной или административной деятельности Вильгельма II, его министры управляли страной без его вмешательства. Неурегулированность вопроса о наследнике является несомненной виной короля.
Сама личность Вильгельма II представляется размытой. Хронисты хвалят его за благочестие, но, согласно другим источникам, король, подобно восточным правителям, жил в роскоши и наслаждениях. Официальной версии о счастливом браке короля противоречат имеющиеся сведения о дворцовом гареме, которого Вильгельм II не чуждался.
Таким образом, легенда о Вильгельме Добром намного приукрашивает исторического короля. Как правитель Вильгельм II намного проигрывает своим предшественникам Рожер II и Вильгельму I. В его царствование были заложены предпосылки к ослаблению и потере независимости Сицилийского королевства.

## Использованные источники
- Норвич, Джон. Расцвет и закат Сицилийского королевства. Нормандцы в Сицилии. 1130-1194. — М.: Центрполиграф, 2005. — С. 246—353. — 399 с. — ISBN 5-9524-1752-3.
- Васильев А. А. История Византийской империи. — СПб.: Алетейя, 2000. — Т. 2. — 593 с. — ISBN 5-89329-200-6.
- Ришар Ж. Латино-Иерусалимское королевство. — СПб., Издательская группа «Евразия» 2002. — ISBN 5-8071-0057-3.